# Stente
En stente er en opbygning, som tillader personer, men ikke dyr, passage over hegn, gærder eller lignende via trin, en stige eller smalle åbninger.
Stenter kan være udformet som en dobbelt-stige, et vandret bræt anbragt lavt over jordens overflade, eller et vandret drejeligt kors af tømmer i en indhegning i ca en meters højde.
Stenter findes ofte i naturområder i forbindelse med vandrestier for at skabe tilgang til marker eller andet, som ellers er afspærret med hegn, mure eller hække.
I modsætning til en låge, glemmer brugerne ikke at lukke efter sig.
Stenter er vanskelige at anvende for personer med fysiske handikap.
Der findes ingen kortsignaturer for stenter.

## Medicinsk behandling af blodprop med stent
Ved åreforkalkning af blodårer i hjertet, anvendes stent til at lave passage forbi en blodprop.

## Galleri
- Stige-stente
- Fler-sti stente
- Fler-sti stente
- Stente med åbning til hunde
- Lav-stente